# Sure Thing (canção de Miguel)
"Sure Thing" é uma canção do cantor e compositor americano Miguel. Escrito por ele e seu irmão de 12 anos de idade e cantor de R&B Jawan Harris, e produzido por Happy Perez, a canção está incluída em seu álbum de estreia, All I Want Is You de 2010. Foi primeiramente lançado no YouTube em 2009. Foi enviada para as rádios como o segundo single do álbum em Janeiro de 2011. A música R&B caracteriza influências de neo soul, e foi notado por suas semelhanças com o trabalho do cantor Jon B.. Até o momento alcançou um sucesso moderado nos Estados Unidos, mas desde então liderou a Hot R&B/Hip-Hop Songs. "Sure Thing" marca o primeiro número um de Miguel na Billboard Hot R&B/Hip-Hop Songs e é o seu single de maior sucesso até à data.
O vídeo musical estreou em 17 de Janeiro de 2011, foi dirigido por Hype Williams e foi filmado em Honolulu, Havaí.

## Desempenho nas paradas
| Tabela (2011)                   | Posição de pico |
| ------------------------------- | --------------- |
| Billboard Hot 100               | 36              |
| Billboard Heatseekers Songs     | 1               |
| Billboard Hot R&B/Hip-Hop Songs | 1               |